# SE-30 (Spanje)

De SE-30

De SE-30

De SE-30 is een autopista in Sevilla met een lengte van 22,3 kilometer. De snelweg vormt (net als de SE-40) een ringweg rond Sevilla en verbindt onder andere de A-4, A-66, A-49, A-92, A-376.